# (300036) 2006 UV123
(300036) 2006 UV123 es un asteroide perteneciente al cinturón de asteroides, descubierto el 19 de octubre de 2006 por el equipo del Spacewatch desde el Observatorio Nacional de Kitt Peak, Arizona, Estados Unidos.

## Designación y nombre
Designado provisionalmente como 2006 UV123.

## Características orbitales
2006 UV123 está situado a una distancia media del Sol de 3,094 ua, pudiendo alejarse hasta 3,324 ua y acercarse hasta 2,865 ua. Su excentricidad es 0,074 y la inclinación orbital 10,97 grados. Emplea 1988,73 días en completar una órbita alrededor del Sol.

## Características físicas
La magnitud absoluta de 2006 UV123 es 16,7.